# Весна (песня МакSим)
«Весна» — песня, исполняемая российской певицей МакSим. Написана ею в соавторстве с Еленой Гребневой. Композиция была выпущена как третий и финальный официальный сингл с третьего альбома МакSим «Одиночка». 5 марта 2010 года состоялась эксклюзивная премьера песни на радиостанции «Love Radio». Общий радио- и цифровой релиз прошёл 22 марта. Видеоклип на композицию, снятый в Ташкенте, был официально обнародован на сайте певицы 16 апреля 2010 года.
Песня представлена в необычном для певицы жанре поп-рока, с элементами рок-н-ролла. «Весна» получила, в основном, позитивные отзывы критиков и была расценена как необычная для творчества МакSим.

## Предыстория и релиз
Песня выпущена как второй радиосингл с альбома «Одиночка» в отличие от песни «Дорога», которая не поступила в ротацию радиостанций. МакSим представила песню широкой публике 13 февраля в рамках «Big Love Show», в Москве.

## Музыка и лирика
Ещё до выхода альбома, когда МакSим исполняла песню на концертах, её стали причислять в стилю глэм-рок. Однако в одном из интервью певица опровергла эту информацию. Позже большинство музыкальных критиков причислили песню к поп-року и рок-н-роллу, сравнив звучание композиции с творчеством Земфиры.
Лирика песни в игривой манере повествует о том, как певица шагает по тротуару и ловит на себе завистливые взгляды женщин, потому что она «такая эффектная» и «самая шикарная». В словах песни неоднократно акцентируется слово «умопомрачительная». Например, повторяются фразы «умопомрачительная весна» и «умопомрачительная любовь».

## Видеоклип

### Съёмки
Съемки клипа на песню проходили в два этапа: в съемочных павильонах среди декораций и на природе. Для этого МакSим дважды летала в Ташкент (18, 19 марта, а затем 27 и 28-го), захватив с собой своих музыкантов. Режиссёром выступил Баходыр Юлдашев, который ранее также снял видео на другую композицию МакSим — «Не отдам». Сценарий клипа разрабатывался совместно Баходыром и МакSим, при этом делались поправки и вносились незапланированные сцены. Основная сюжетная линия видео состоит в том, что героиня МакSим окунается в весеннее безумие, посещает различные места и компании, при этом мгновенно привлекая к себе внимание эпатажным поведением.

### Сюжет
Видео начинается со сцены на кухне, где завтракает семья. После появляется МакSим, вылезая из телевизора. Певица предстаёт в одном из образов — элегантной дамочки в строгом костюме, шубке и шляпе с большими полями. Далее певица перемещается на улицу, где встречает группу подростков, которые отдыхают в парке. Далее МакSим перемещается в парикмахерскую, где предстаёт во втором образе — девочки-подростка в мини-юбке, колготках в сетку и джинсовой куртке. После МакSим покидает заведение, выпрыгнув в окно витрины. Далее действие переходит в гламурный особняк. МакSим появляется в новом образе — коварной соблазнительницей в латексном комбинезоне. В доме происходит вечеринка и певица появляясь на ней вносит сумятицу. Она танцует на пианино и разбивает люстру. Позже видео переходит к сценам в амфитетре, где певица и её музыканты дают концерт. Видео заканчивается тем что МакSим преследует стая кошек.

### Релиз и обзоры
Премьера клипа состоялась на официальном сайте певицы 16 апреля 2010 года.
Гуру Кен положительно отозвался о видеоклипе, сказав, что клип получился лёгким и задорным, даже с элементами пин-апа. Также он отметил, что клип скорее настроенческий. «Time Out Омск» описали клип, как очень задорный и сказали, что он: «похож на эдакий анекдот, в котором на певицу „нападает“ крашеный поросенок и за ней гонится стая кошек. В ходе клипа МакSим меняет несколько непривычных для себя образов, и это, конечно, тоже приятно видеть. Может, она, наконец, выросла из стоптанных кед, молодёжных курток-бомберов и прочей тинейджерской атрибутики». На сайте «Totalmusic.ru» также посчитали клип забавным: «„Весна“ рассчитана на то, чтобы повеселить зрителя — на певицу „нападает“ как нельзя действительно крашеный поросенок, за ней гонится стая кошек, и за клип МакSим меняет несколько непривычных для себя образов». В жернале Bravo посчитали, что в клипе МакSим раскрывается с новой стороны, предстаёт более яркой и экстравагантной: «костюм из латекса, высокие каблуки, яркий макияж… Та ли это MакSим, которая исполняет душевные песни с мечтательным выражением лица? Да, ведь весна — время перемен, и певица, неоднократно признанная лучшей исполнительницей, готова показать обратную сторону монеты!».
По состоянию на август 2016 года, видео на официальном канале певицы на YouTube набрало более 1,4 млн просмотров.

## Исполнение
МакSим начала исполнять композицию с сентября 2009 года, во время проведения своего третьего концертного тура.
Песня впервые исполнялась перед широкой публикой на концерте «Big Love Show» в Москве, совместно с музыкантами МакSим. Песня была исполнена вместе с композициями «На радиоволнах» и «Не отдам».

## Список композиций
- Цифровой сингл[19]

| №  | Название                    | Автор(ы)         | Длительность |
| -- | --------------------------- | ---------------- | ------------ |
| 1. | «Весна» (Dj Vengerov Remix) | Марина Максимова | 3:33         |

- Радиосингл[20]

| №  | Название                    | Автор(ы)         | Длительность |
| -- | --------------------------- | ---------------- | ------------ |
| 1. | «Весна»                     | Марина Максимова | 3:08         |
| 2. | «Весна» (DJ Vengerov Remix) | Марина Максимова | 3:28         |

## Критика и чарты
Песня получила, в основном, смешанные рецензии от критиков. На сайте «Newslab.ru» песню описали как «что-то вроде земфировского рок-н-ролла». Инна Пахомова из «Apelzin.ru» сказала, что не ожидала от МакSим «такой мании величия и агрессивной сексуальности» в песне. На сайте «МирМэджи» также сказали, что «Максим явно перебрала с манией величия», но, в конечном счёте, добавили, что «всю эту завышенность можно списать на „умопомрачительную весну“». Борис Барабанов из газеты «Коммерсантъ» дал позитивную оценку песни. Он сказал, что «„Весна“ — небанальный и не самый простой для вокалиста поп-роковый шлягер». Алексей Мажаев из «Intermedia.ru» также положительно описал песню, назвав её «нахальным рок-боевиком» и сказав: «в песне „Весна“ она [МакSим] выступает в амплуа уже не наивной девочки, но уверенной в себе женщины почти что вамп». Гуру Кен также причислил песню к року, сравнив её с саундом Земфиры времен «Вендетты».
Песня дебютировала на 65 строчке общего радиочарта стран СНГ, что и стало для неё высшей позицией. В латвийском радиочарте песня добралась до 30 позиции. 18 июня 2010 года песня достигла 20 строчки российского чарта цифровых синглов. В 2012 году сингл попал в украинский радиочарт на 96 позицию. В марте 2013 года сингл занял 7 позицию в Топ-10 RBT по Казахстану. По итогам 2013 года «Яндекс» опубликовал статистику поисковых запросов, где в категории «Музыка» композиция «Весна» заняла 6 место.

| Страна/территория (Чарт)           | Высшая позиция |
| ---------------------------------- | -------------- |
| Tophit Общий Топ-100               | 65             |
| Tophit Топ-100 по заявкам          | 4              |
| Tophit Московский Топ-100          | 86             |
| Tophit Санкт-Петербургский Топ-100 | 69             |
| Tophit Украинский Топ-100          | 96             |
| Tophit Киевский Топ-100            | 98             |
| Латвийский Топ-50                  | 30             |
| 2М Топ 10. Цифровые треки          | 20             |
| Красная звезда. Видеочарт          | 57             |
| Красная звезда. Народный чарт      | 52             |

| Страна/территория (Чарт)        | Высшая позиция |
| ------------------------------- | -------------- |
| Tophit Общий Топ-100            | 99             |
| Tophit Топ-100 по заявкам       | 6              |
| Топ-10 RBT                      | 7              |
| Красная звезда. Видеочарт       | 45             |
| Красная звезда. Чарт продаж     | 86             |
| Красная звезда. Народный чарт   | 95             |
| Красная звезда. Экспертный чарт | 15             |
| Красная звезда. Сводный чарт    | 96             |

| Страна/территория (Чарт)        | Высшая позиция |
| ------------------------------- | -------------- |
| Красная звезда. Видеочарт       | 68             |
| Красная звезда. Экспертный чарт | 42             |

| Страна/территория (Чарт)    | Высшая позиция |
| --------------------------- | -------------- |
| Tophit Общий Топ-200 (рус.) | 138            |
| Tophit Топ-200 по заявкам   | 61             |
| Латвийский Топ-500          | 352            |

## Участники записи
- МакSим — автор, продюсер
- Елена Гребнева — автор
- Анатолий Стельмачёнок — сведение, аранжировка
- Евгений Модестов — гитара
- Валентин Тарасов — барабаны
- Кирилл Антоненко — клавишные

Источник: кредиты альбома «Одиночка»

## Релиз
| Страна | Дата          | Формат                                    |
| ------ | ------------- | ----------------------------------------- |
| Россия | 5 марта 2010  | Радиоротация (эксклюзивно на «LoveRadio») |
| Россия | 22 марта 2010 | Радиоротация (общий релиз)                |
| Россия | 22 марта 2010 | Цифровая дистрибуция                      |